# كريستيان باستينا
كريستيان باستينا (بالإيطالية: Christian Pastina)‏ هو لاعب كرة قدم إيطالي، ولد في 15 فبراير 2001 في باتيباليا في إيطاليا.

## وصلات خارجية
- كريستيان باستينا على موقع قاعدة بيانات كرة القدم.إي يو (الإنجليزية)
- كريستيان باستينا على موقع Soccerway.com (الإنجليزية)